# Liste der Monuments historiques in L’Étang-la-Ville
Die Liste der Monuments historiques in L’Étang-la-Ville führt die Monuments historiques in der französischen Gemeinde L’Étang-la-Ville auf.

## Liste der Bauwerke
| Bezeichnung        | Beschreibung              | Standort | Kennzeichnung | Schutzstatus | Datum | Bild           |
| ------------------ | ------------------------- | -------- | ------------- | ------------ | ----- | -------------- |
| Kreuz Saint-Michel | Wegekreuz                 | (Lage)   | PA00087429    | Classé       | 1938  | weitere Bilder |
| Kirche Ste-Anne    | Erbaut im 12. Jahrhundert | (Lage)   | PA00087430    | Inscrit      | 1926  | weitere Bilder |

## Liste der Objekte
- Monuments historiques (Objekte) in L’Étang-la-Ville in der Base Palissy des französischen Kultusministeriums